# جيمباتيستا بيتوني
جيمباتيستا بيتوني أو جيوفاني باتيستا بيتوني (1687 - 1767) (بالإنجليزية: Giambattista Pittoni)‏ كان رسامًا من البندقية في أواخر عصر الباروك. كان من بين مؤسسي أكاديمية الفنون الجميلة في البندقية والذي أصبح في عام 1758 الرئيس الثاني بعد تيبولو.

## حياته
ولد بيتوني في البندقية في 6 يونيو 1687. درس على يد عمه الرسام فرانشيسكو بيتوني ولكنه غير مميز من الباروك الفينيسي. وقع Samson و Delilah في Villa Querini في Visinale ، بالقرب من Pasiano di Pordenone ، من قبل الرسامين. نظرية Rodolfo Pallucchini [الإنجليزية] التي درسها بيتوني على يد أنطونيو باليسترا الآن بشكل عام غير مخفضة.
لم يكن بيتوني راغبًا في مغادرة البندقية ولم يسافر كثيرًا، على الرغم من أنه تلقى العديد من العمولات الأجنبية إلا أنه لم يتم توثيق أي رحلة فيما يتعلق بأي منها، بينما من عام 1720 فصاعدًا تظهر السجلات أنه كان في البندقية كل عام. وفي عام 1720 ربما سافر إلى فرنسا مع عمه فرانشيسكو مع روزالبا كاريرا وأنطونيو بيليجريني وأنطون ماريا زانيتي. يعود تغيير أسلوبه من أسلوب الباروك الثقيل إلى أسلوب روكوكو الأخف والأكثر حساسية من هذا الوقت تقريبًا عزا بعض الكتاب الأكبر سنًا هذا التغيير إلى التأثير الفرنسي غير المباشر ربما من خلال بيليجريني أو من خلال سيباستيانو ريتشي.
انضم بيتوني إلى Fraglia dei Pittori Veneziani نقابة الرسامين في البندقية في عام 1716. في نفس العام وحتى وفاته كان عضوًا في Collegio dei Pittori، الذي أصبح سابقًا في عام 1729. انتخب في أكاديمية كليمنتينا في بولونيا عام 1727. في عام 1750 كان أحد الأعضاء الستة والأربعين المؤسسين لـ Veneta Pubblica Accademia di Pittura، Scultura e Architettura والتي أصبحت فيما بعد أكاديمية دي بيل أرتي دي فينيسيا من 1758 إلى 1760 خلف تيبولو كرئيس للأكاديمية وانتخب لولاية ثانية في 1763-1764.
توفي بيتوني في البندقية في 6 نوفمبر 1767. قبره في كنيسة سان جياكومو ديل أوريو، البندقية.:384

## أعماله

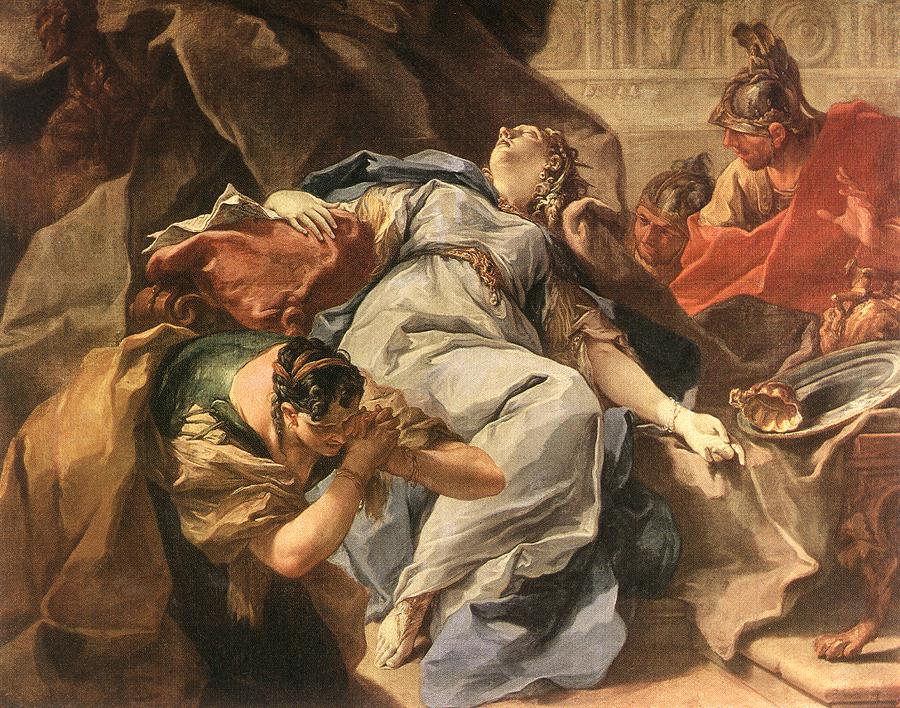
وفاة صوفونيسبا بمتحف بوشكين بموسكو

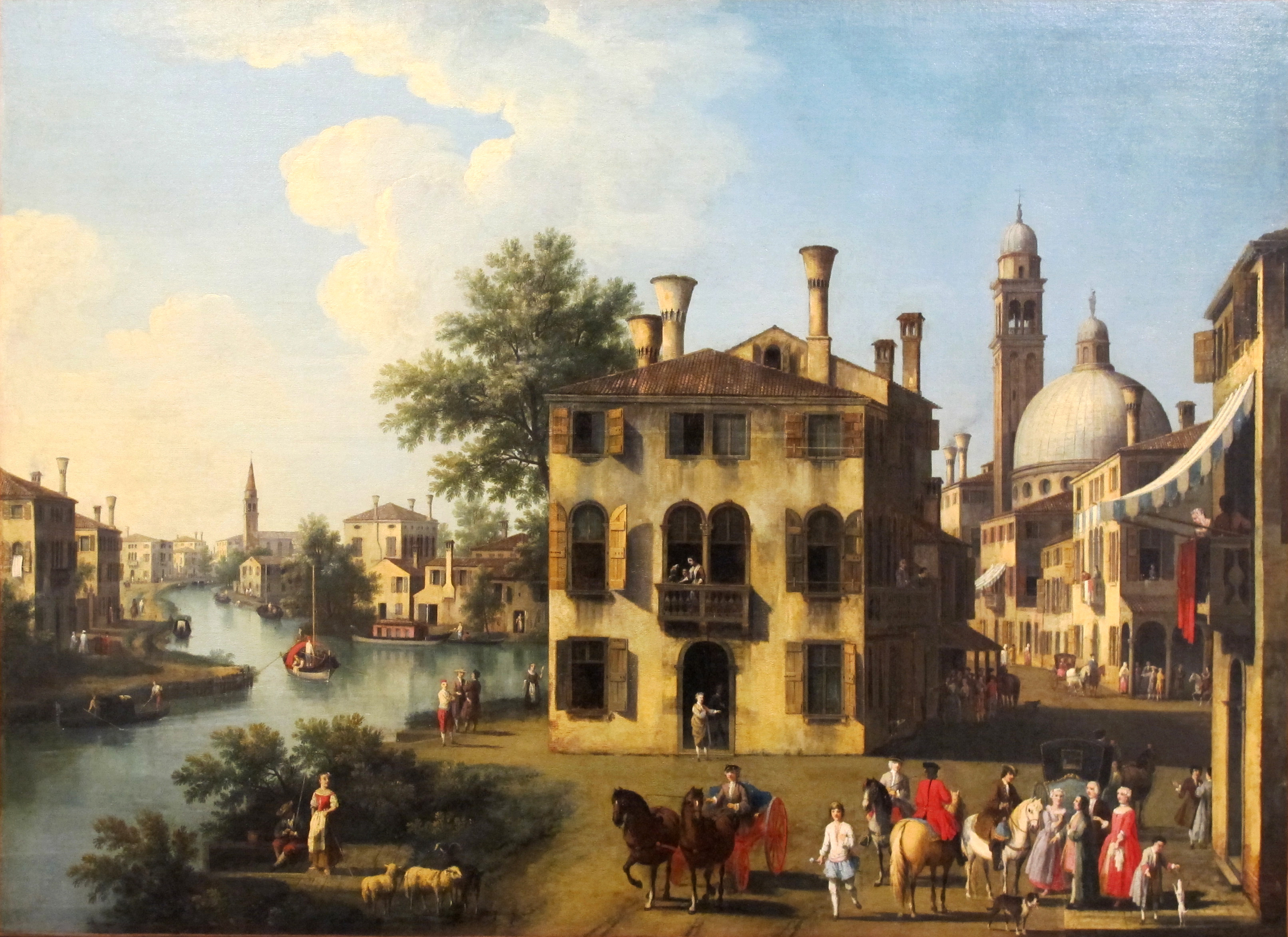
منظر لنهر برينتا ، بالقرب من دولو ، في متحف متروبوليتان للفنون في مدينة نيويورك.

يسرد الكتالوج الخاص بفرانكا زافا بوكاتزي من لوحات بيتوني 247 عملاً موجودًا و 117 عملاً مفقودًا أو مفقودًا أو مدمرًا. يتضمن الفهرس الذي أعدته أليس بينيون لرسوماته 304 عنصرًا.

## الرعاية والاستقبال
كان بيتوني يتمتع بسمعة طيبة خلال حياته سواء داخل شبه الجزيرة الإيطالية أو في أي مكان آخر في أوروبا. كان من بين رعاته الأجانب أوغسطس الثاني ملك بولندا (موت أغريبينا وموت سينيكا في دريسدن سابقًا ودُمر الآن) راعي غير معروف اشترى في ثلاثينيات القرن الثامن عشر خمس قطع مذبح لكنيسة سانت ماري، كراكوف كليمنس أغسطس بافاريا ( القديسة إليزابيث توزع الصدقات على الفقراء في قلعة باد ميرغينثيم ) فيلهلمين أماليا من برونزويك لونيبورغ الذي كلف في نفس الوقت تقريبًا تعليم العذراء وسانت جون نيبوموك لمصلى شلوس شونبرون في فيينا فيليب الخامس ملك إسبانيا الذي أمر عام 1735 بدخول الإسكندر إلى بابل من أجل قصر بالاسيو ريال دي لا جرانجا دي سان إلديفونسو، وأغسطس الثالث ملك بولندا الذي قام من خلال فرانشيسكو ألغاروتي بتكليف كراسوس في حرم معبد القدس في عام 1743.
كما كان هناك طلب كبير عليه في إيطاليا وقام بتوريد قطع مذبح للكنائس في بيرغامو وبريشيا وميلانو وبادوفا وفيرونا وفيتشنزا . كان مرممًا ماهرًا للوحات القديمة غالبًا ما تم اختياره مرممًا أو مفتشًا للوحات quadri pubblici المملوكة للدولة في جمهورية البندقية. باع تسع لوحات للجندي الذي تحول إلى جامع يوهان ماتياس فون دير شولنبرغ ، لكنه نصحه أيضًا بالفن وترميم الفن. كان بيتوني ناجحًا ومحبوبًا ومحترمًا.
سرعان ما تلاشت سمعته بعد وفاته، وبحلول نهاية القرن الثامن عشر نسي تمامًا. تم إحياء الاهتمام به في القرن العشرين من خلال منشورات Laura Coggiola Pittoni بدءًا من Dei Pittoni ، Artisti Veneti في عام 1907.